# Hipismo nos Jogos Sul-Americanos de 2018
As competições de hipismo nos Jogos Sul-Americanos de 2018 ocorreram entre os dias 30 de maio e 2 de junho em um total de 2 eventos. As competições aconteceram na Escola Militar de Sargentos do Exército, localizada em Cochabamba, Bolívia.
Inicialmente seriam disputadas provas de adestramento mas estas foram canceladas por falta de atletas inscritos. Apenas a modalidade de saltos foi disputada nesta edição.

## Calendário
| Maio / Junho | 26 | 27 | 28 | 29 | 30 | 31 | 1 | 2 | 3 | 4 | 5 | 6 | 7 | 8 |
| ------------ | -- | -- | -- | -- | -- | -- | - | - | - | - | - | - | - | - |
| Hipismo      |    |    |    |    |    | 1  |   | 1 |   |   |   |   |   |   |

|  | Dia de competição |  | Dia de final |

## Medalhistas
| Evento                      | Ouro                                                                 | Prata                                                                 | Bronze                                                                      |
| --------------------------- | -------------------------------------------------------------------- | --------------------------------------------------------------------- | --------------------------------------------------------------------------- |
| Saltos individual detalhes  | Sérgio Marins BRA Brasil                                             | Ignacio Montesinos CHI Chile                                          | Nicole Neidl ECU Equador                                                    |
| Saltos por equipes detalhes | Alfonso Anguita Andrés Lausen Heidi Bär Ignacio Montesinos CHI Chile | Diego Vivero Iván Christiansen Nicole Neidl Pablo Andrade ECU Equador | Fabrizio Caffarena Martín Vera Stieven Barwind Valeria Jiménez PAR Paraguai |

## Quadro de medalhas
| Ordem | País         | Medalha de ouro | Medalha de prata | Medalha de bronze | Total | Ordem por total |
| ----- | ------------ | --------------- | ---------------- | ----------------- | ----- | --------------- |
| 1     | CHI Chile    | 1               | 1                |                   | 2     | 1               |
| 2     | BRA Brasil   | 1               |                  |                   | 1     | 3               |
| 3     | ECU Equador  |                 | 1                | 1                 | 2     | 1               |
| 4     | PAR Paraguai |                 |                  | 1                 | 1     | 3               |
| TOTAL | TOTAL        | 2               | 2                | 2                 | 6     | —               |